# Шумлянські

Варіант гербу Корчак

Шумлянські — український шляхетський рід гербу Корчак.

## Представники
Часткове родове дерево (за даними о. Каспера Несецького ТІ).
- Марко, фундатор церкви Успіння Пресвятої Богородиці (Крилос)[1]
  - дружина — Лагодовська, син — Максим
  - дружина — Опришовська, сини:
    - Павло — ротмістр
    - Петро —
      - Іван — загинув у битві з волохами
      - Павло — загинув у Москві
      - Андрій — загинув під Смоленськом
      - Степан

    - Ілля
      - Іван
      - Павло

    - Олександр — королівський ротмістр, дружина — Анна Понятовська
      - Павло — полковник Миколая Потоцького-«ведмежої лаби», дружина — Жураковська-Лехновичівна
      - Станіслав — ротмістр, дружина — Анна Гошовська, мали 6 синів
        - Анна — дружина Теодора Жураковського
        - Христина — дружина Василя Суржевича-Голинського, син Самуїл[2]
        - Йосиф (1643 — 1708) — церковний діяч, православний, а згодом унійний єпископ Львівський; брат луцького унійного єпископа Атанасія (1688–1695).
        - Самійло (Самуїл) — чесник подільський
          - Олександр — ловчий київський

        - Костянтин — войський жидачівський, дружина — Анна Йордан
        - Олександр — єпископ Атанасій; дружина — Анна Демович; потім — православний Луцький єпископ 1686—1695. Мали 5 синів
          - Софія — дружина Конопацького
          - Ґедеон (пом. 1705 або 1706), син Атанасія Шумлянського, василіянин.
          - Кирило (пом. 1726) — церковний діяч, василіянин, єпископ переяславський.
          - Данило — священик, проповідник
          - Іван — дружина — Обертинська
            - Гаврило, не мав нащадків
            - Марко[3]
              - Олена
              - Анастасія

            - Степан
              - Іван

        - Михаїл — дружина Софія з Рудницьких
          - Олена — дружина Козловського, Вавжинця Бжеського
          - Анна — дружина Паковського
          - Станіслав
          - Ілля, дружина — Овтажевська
            - Йосиф

        - Іван
          - Павло — мечник жидачівський, дружина — Димидецька
            - Андрій — буцнівський староста.
            - Іван — чесник луківський, полковник
            - Йосиф
            - Дмитро.

У Географічному словнику Королівства Польського стверджували, що батьком Йосифа Шумлянського був Евстахій.
Деякі представники роду переїхали до ВКЛ, осіли у Вількомирському повіті. Казимир Шумлянський дав гроші для спорудження вівтаря, найму вівтариста костелу в Ованськах близько 1678 року.
- Онуфрій (? — 1762) — греко-католицький єпископ, небіж Йосифа.
- Іван (Ян) — галицький хорунжий (16 вересня 1752), дружина — Анна[5]

## Вшанування
Вулиця у Львові